# Andrés Moya Luzuriaga
Andrés Moya Luzuriaga (siglo XVIII - d. de 1823) fue un médico y periodista español.

## Biografía
Fue redactor del Memorial Literario de Madrid en su último año de existencia, entre enero y mayo de 1808, junto al poeta Cristóbal de Beña y los hermanos José María y Mariano Carnerero, aunque fue Capmany «el verdadero inspirador del periódico» Durante el Trienio Constitucional (1820-1823) desempeñó la dirección del departamento de Fomento General del Reino, cargo en el que se preocupó en especial por la agricultura, y fue juez de hecho de la junta de imprenta.[cita requerida]

## Obras
- A la inmortal ciudad de Zaragoza. Discurso laudatorio y catecismo de doctrina civil, Cádiz, 1810.
- El Director de Fomento General del Reino a las Cortes extraordinarias. Madrid, 1822.